# Lobsang Tshülthrim Jigme Tenpe Gyeltshen
| Tibetische Bezeichnung                                                          |
| ------------------------------------------------------------------------------- |
| Tibetische Schrift: བློ་བཟང་ཚུལ་ཁྲིམས་འཇིགས་མེད་བསྟན་པའི་རྒྱལ་མཚན་                         |
| Wylie-Transliteration: blo bzang tshul khrims 'jigs med bstan pa'i rgyal mtshan |
| Chinesische Bezeichnung                                                         |
| Vereinfacht: 哲布尊丹巴·罗布藏楚都木济克默特                                    |

Der 5. Jebtsundamba Khutukhtu  Luwsan Tsültim Jigmed Dambii Jaltsan bzw. Lobsang Tshülthrim Jigme Tenpe Gyeltshen (geb. 1815; gest. 1841), die Reinkarnation des 4. Jebtsundamba Khutukhtu, war der religiöse Führer des mongolischen Buddhismus. 
Während seiner Zeit zog 1839 die Hauptstadt an eine andere Stätte bei Tolgoit um. Der Khutukhtu erneuerte die beiden philosophischen Klosterschulen und benannte 1837 die eine in Dashchoimbel, die andere Güngaachoilin um. Ein Maitreya-Tempel wurde ebenfalls errichtet. Der Gandantegchenlin-Tempel und der Palast des 5. Jebtsundamba Khutukhtu wurden hier im Jahr 1838 vor ihnen aufgebaut. Tsagaan Süm (Güngaadejidlin) und Pandellin (Narokhajidiin Süm) wurden ebenfalls im Jahr 1840 gebaut. In dieser Zeit gehörten etwa 10.000 Mönche zu Ikh Khüree. Nach seinem Tod wurden seine sterblichen Überreste im Gandan-Kloster aufbewahrt.